# یحیی بن ابی کثیر
یحیی بن صالح بن المتوکل الطائی معروف به یحیی بن ابی کثیر از تابعین فقیه و محدث بود که در سال ۱۲۹ هجری درگذشت.